# Augustin Eugen Gheorghe Nádudvary
Augustin Eugen Gheorghe Nádudvary (n. 24 februarie 1939, Moșna, județul Sibiu) este un deputat român în legislatura 2000-2004, ales în județul Brașov pe listele partidului UDMR. În legislatura 2000-2004, Augustin Eugen Gheorghe Nádudvary a fost validat pe data de 15 noiembrie 2004 când l-a înlocuit pe deputatul Csaba-Tiberiu Kovacs.  În legislatura 2000-2004, Augustin Eugen Gheorghe Nádudvary a fost validat pe data de 13 august 2008 când l-a înlocuit pe deputatul Attila Kovacs.